# Park Narodowy Forêt du Day
Park Narodowy Forêt du Day – park narodowy położony w Dżibuti, w regionie Tadżura. Utworzony w 1939, liczy 14 km² powierzchni. Część parku została w 2001 uznana przez BirdLife International za fragment ostoi ptaków IBA Forêt du Day.

## Warunki naturalne
Park Narodowy Forêt du Day leży w masywie górskim Goda. Znajduje się blisko 30 km na zachód od Tadżury. Nazwa Forêt du Day odnosi się głównie do wysokogórskich lasów, w których przeważają jałowce (Juniperus), jednak i niższe partie masywu są bogate przyrodniczo, w szczególności w awifaunę. Krajobraz wysokogórskiego Forêt du Day jest nieregularny, urozmaicony płaskowyżami, klifami i wadi. Powyżej 900 m n.p.m. w roślinności dominuje Juniperus procera, występuje również oliwka europejska (Olea europaea) subsp. cuspidata, a w podszycie Buxus hildebrandtii oraz Tarchonanthus camphoratus. Populacja jałowców maleje wskutek ich obumierania, rozprzestrzenia się za to B. hildebrandtii oraz inwazyjna Vachellia seyal. Do flory parku należą także liwistony (Livistona), między innymi rzadka Livistona carinensis, przez IUCN uznawana za gatunek narażony na wyginięcie i występująca jedynie w kilkunastu miejscach w Dżibuti, Jemenie i Somalii.

## Fauna
Gromadę ssaków reprezentują w parku m.in.: lampart plamisty (Panthera pardus), pawian płaszczowy (Papio hamadryas), koziołek skalny (Oreotragus oreotragus), guziec zwyczajny (Phacochoerus africanus aeliani) oraz nietoperz myszogonek ogromnouchy (Otomops martiensseni).

### Ostoja ptaków
Od 2001 roku fragment parku uznawany jest za część ostoi ptaków IBA Forêt du Day. Najważniejszym gatunkiem ptaka jest krytycznie zagrożony szponiastonóg blady (Pternistis ochropectus), który prócz Forêt du Day zamieszkuje jedynie fragment masywu górskiego Dżabal Mabla. BirdLife International wymienia 14 gatunków, które zaważyły na uznaniu lasu za część ostoi. Prócz wspomnianego szponiastonoga bladego należy tu 13 gatunków najmniejszej troski. Z rzędów innych niż wróblowe są to: stepówka prążkowana (Pterocles lichtensteinii), sierpodudek czarnodzioby (Phoeniculus somaliensis), toko żółtodzioby (Tockus flavirostris), toko srokaty (Tockus hemprichii) i głowaczek mały (Tricholaema melanocephala). Pozostałe gatunki należą do wróblowych i są to:dzierzbik czerwonogardły (Rhodophoneus cruentus), skowronik piaskowy (Ammomanes deserti), szlarnik sawannowy (Zosterops abyssinicus), czarnotek somalisjki (Onychognathus blythii), białorzytka saharyjska (Oenanthe leucopyga), białorzytka czarnosterna (Oenanthe melanura), nektarnik epoletowy (Cinnyris habessinicus), wikłacz rdzawolicy (Ploceus galbula).

## Zagrożenie ze strony człowieka
W 1991 oszacowano, że przez uprzednie dwa stulecia 88% powierzchni lasu w Forêt du Day zostało wycięte, z czego ponad 20% z tej powierzchni w ciągu ostatnich 50 lat. Na niższych wysokościach zagrożenie stanowią także wycinanie drzew pod rozpałkę oraz łowiectwo.